# Fort Benoit
Le fort Benoit est une fortification française de la fin du XIXe siècle appartenant à la place fortifiée (camp retranché) de Besançon, dans le département du Doubs.

## Histoire
Le fort fait partie de la première phase de construction du camp retranché de Besançon dont la mise en place s'étala de 1870 à 1883. Il a succédé à la redoute de Palente qui avait été implantée au même endroit lors de la guerre franco-prussienne de 1870-71.
Le site, au nord du bois de Chalezeule, à 365 m mètre d'altitude, est stratégique. Il domine la plaine de Thise par où arrivent la route et la voie ferrée venant de Belfort.
La construction du fort s'étala de 1873 à 1880 et c'est en 1876 que lui fut attribué le nom du colonel Louis-Xavier Benoit directeur des fortifications durant la guerre et décédé à Besançon en 1874. Benoit fut confirmé comme nom Boulanger du fort en 1887.
Ses missions consistaient à :
- Interdire l'avancée des ennemis empruntant par route ou train la vallée du Doubs à partir de Montbéliard, voire  venant de Lure et arrivant par Marchaux.
- Couvrir  les forts de Bregille et Beauregard
- Croiser ses feux avec ceux des forts de Montfaucon et de Chailluz.

Le fort était pourvu initialement de 24 canons dont une douzaine de pièces de rempart auxquelles s'ajoutaient celles de la batterie annexe et des organes de flanquement des fossés.

## Visite
Le fort est à cheval sur les communes de Besançon et Chalezeule. Quand l'armée s'en dessaisit dans les années 1980, c'est la municipalité de Besançon qui s'en porta acquéreur bien qu'il soit en presque totalité sur la commune voisine (son entrée est  toutefois sur le quartier bisontin de Palente).
En empruntant pour s'y rendre la rue de Chalezeule, on passera peu après l'église St Paul, devant le magasin à poudre de Fontaine-Argent creusé en caverne en 1891 derrière le centre de soins. Propriété communale, il est fermé.
Il n'y a pas normalement de visites organisées, car ses intérieurs ne présentent pas les conditions de sécurité exigées. Il faut se reporter au descriptif réalisé par les experts militaires qui ont pu obtenir une dérogation, en particulier ceux de l'Association AVALFORT. En faisant le tour extérieur, on pourra observer les fossés aux murs de maçonnerie en assez bon état, l'escarpe semi-détachée derrière laquelle pouvaient prendre place les fantassins, les caponnières-doubles et, côté front de gorge, la façade du casernement avec à sa droite le portail d'entrée précédé d'un pont dormant qui a remplacé le pont-levis "à la Poncelet". Le passage par la batterie annexe dotée d'une traverse-abri clôturera cette visite.

## Le fort hier et aujourd'hui
Comme les autres fortifications de 1870-71, la redoute de Palente eut un rôle dissuasif vis-à-vis des armées allemandes qui se contentèrent d'effectuer un blocus de Besançon jusqu'à l'armistice.
Le fort Benoit ne connut pas l'épreuve du feu, mais l'armée le conserva jusque dans les années 1980, autorisant ensuite une société de tir à installer des stands dans les fossés. C'est la municipalité de Besançon qui est aujourd'hui propriétaire de l'ouvrage et la société de tir occupe toujours les lieux qui ne sont ouverts qu'à des visites privées, car certaines parties maçonnées présentent des risques d'éboulement.

## Galerie

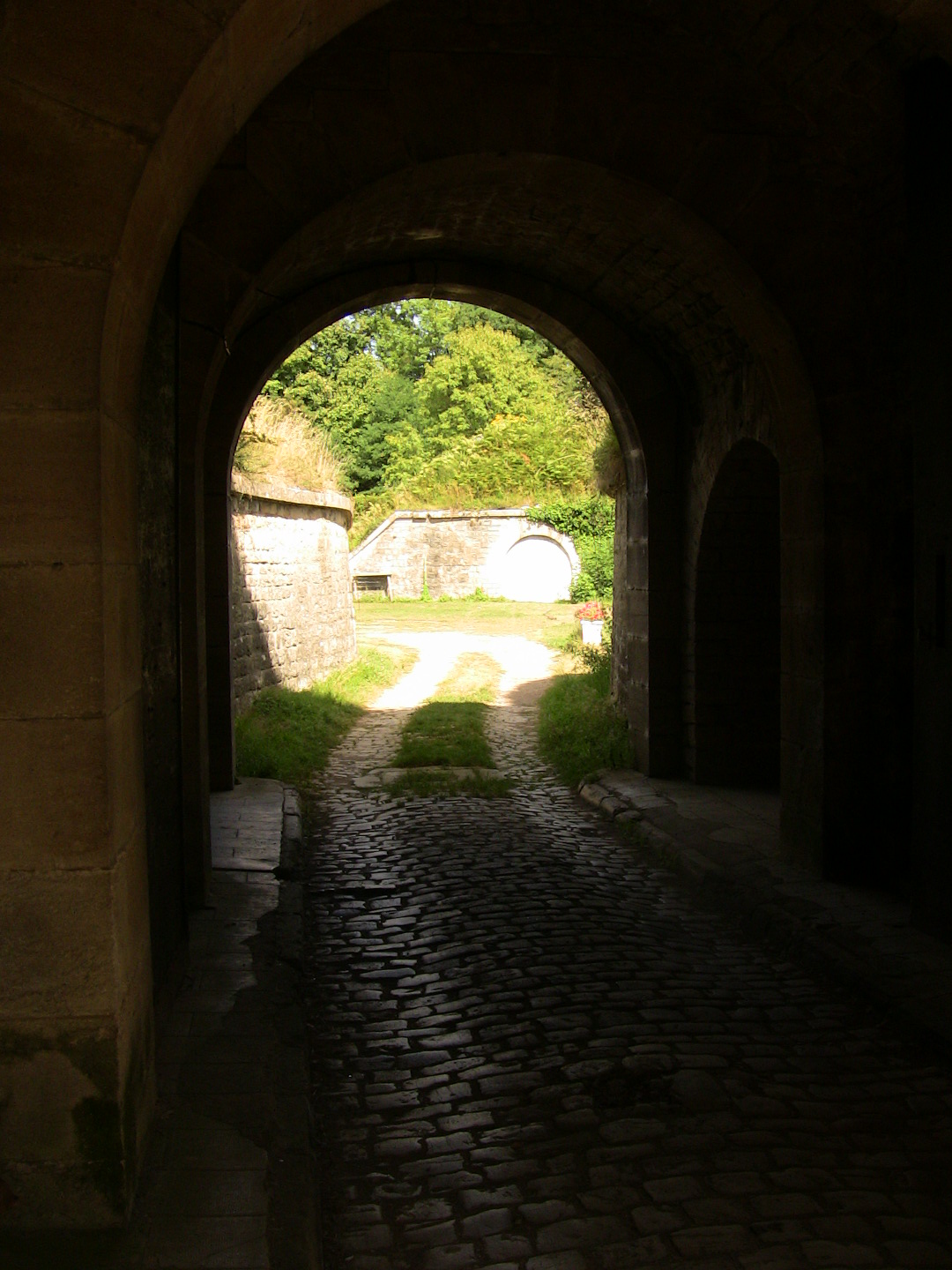
Vue de l'intérieur depuis le porche
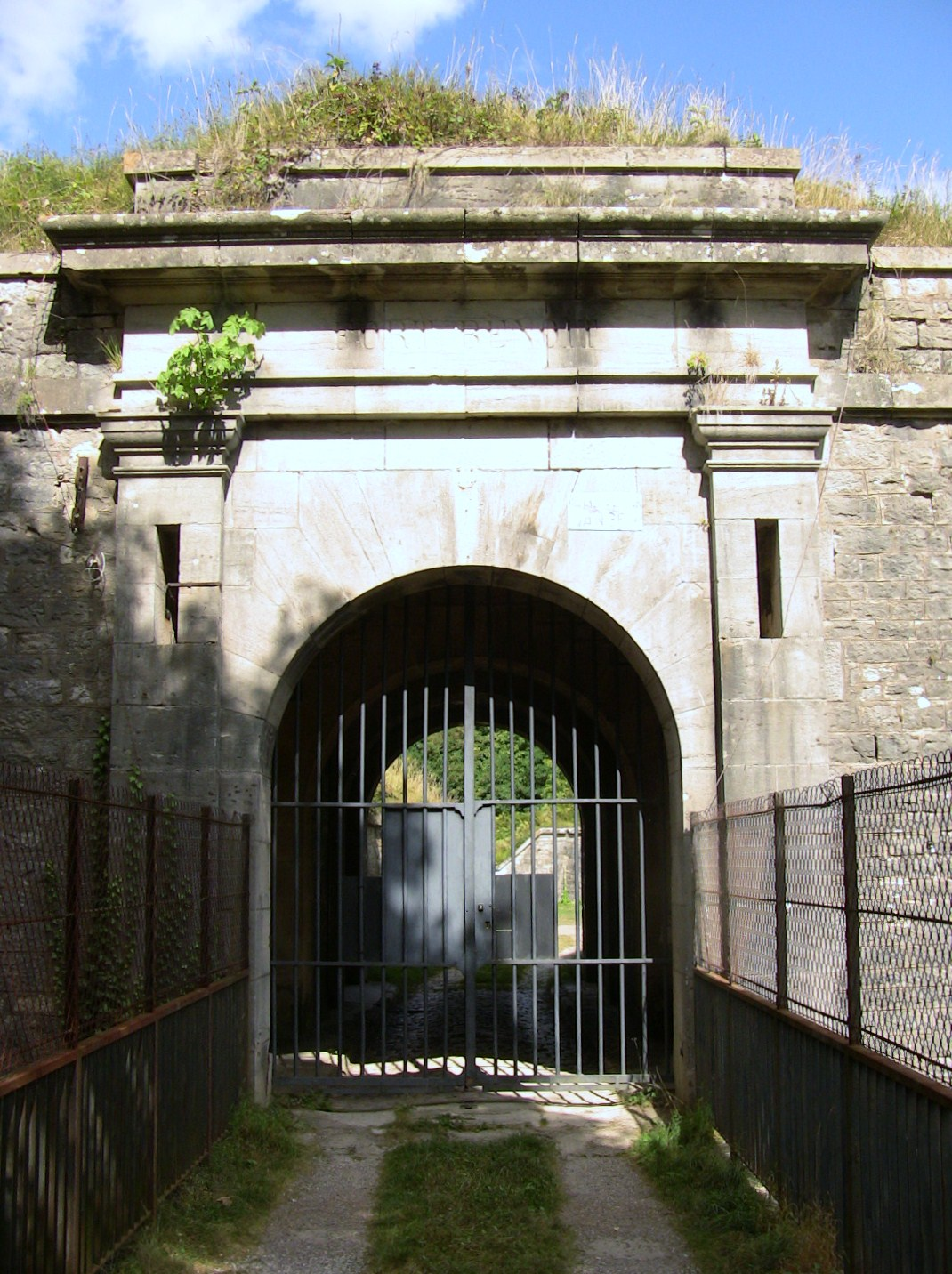
Entrée du fort
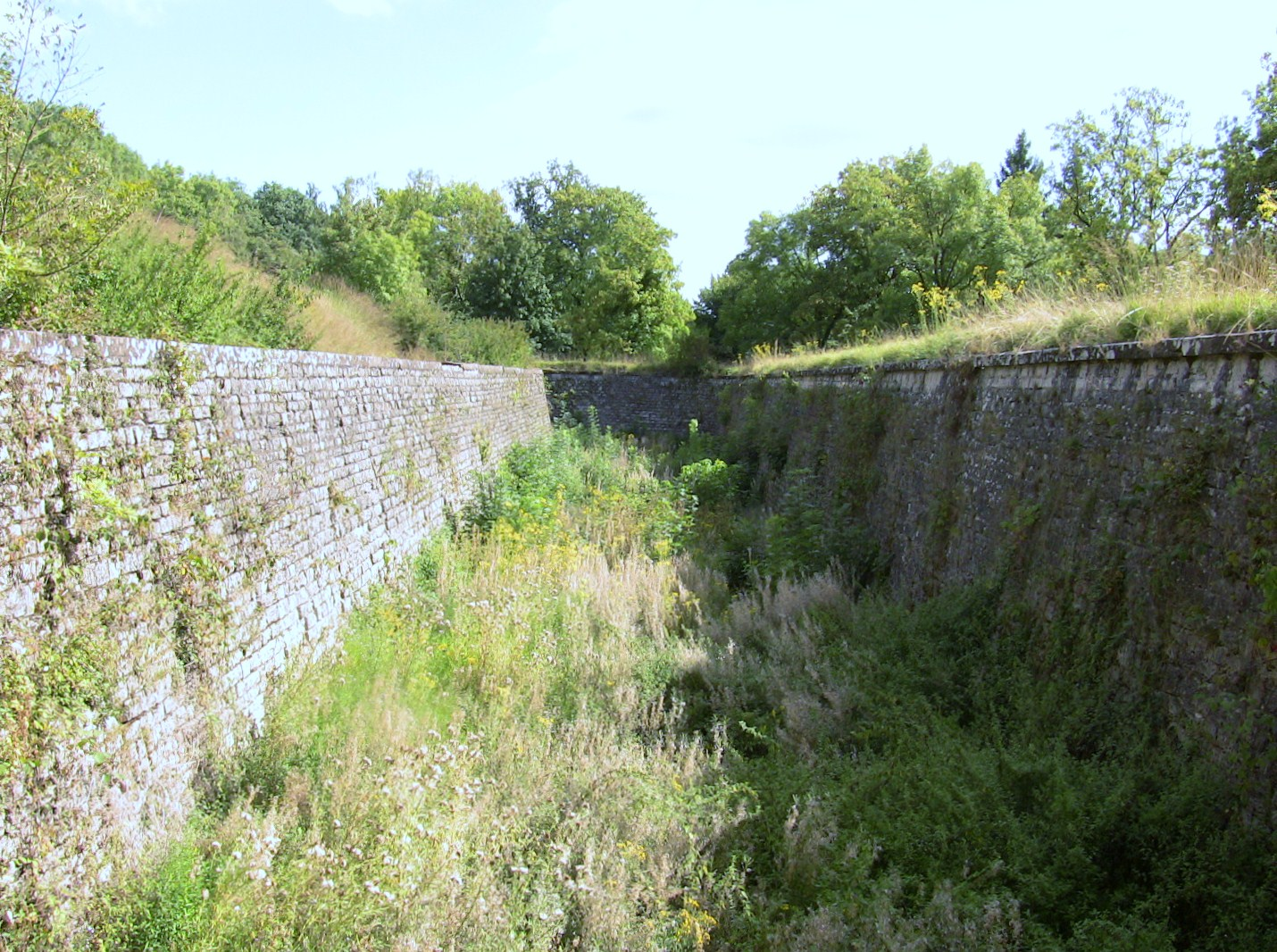
Fossé sud du fort